# 馬古拉冰川
62°39′55″S 60°00′00″W / 62.66528°S 60.00000°W

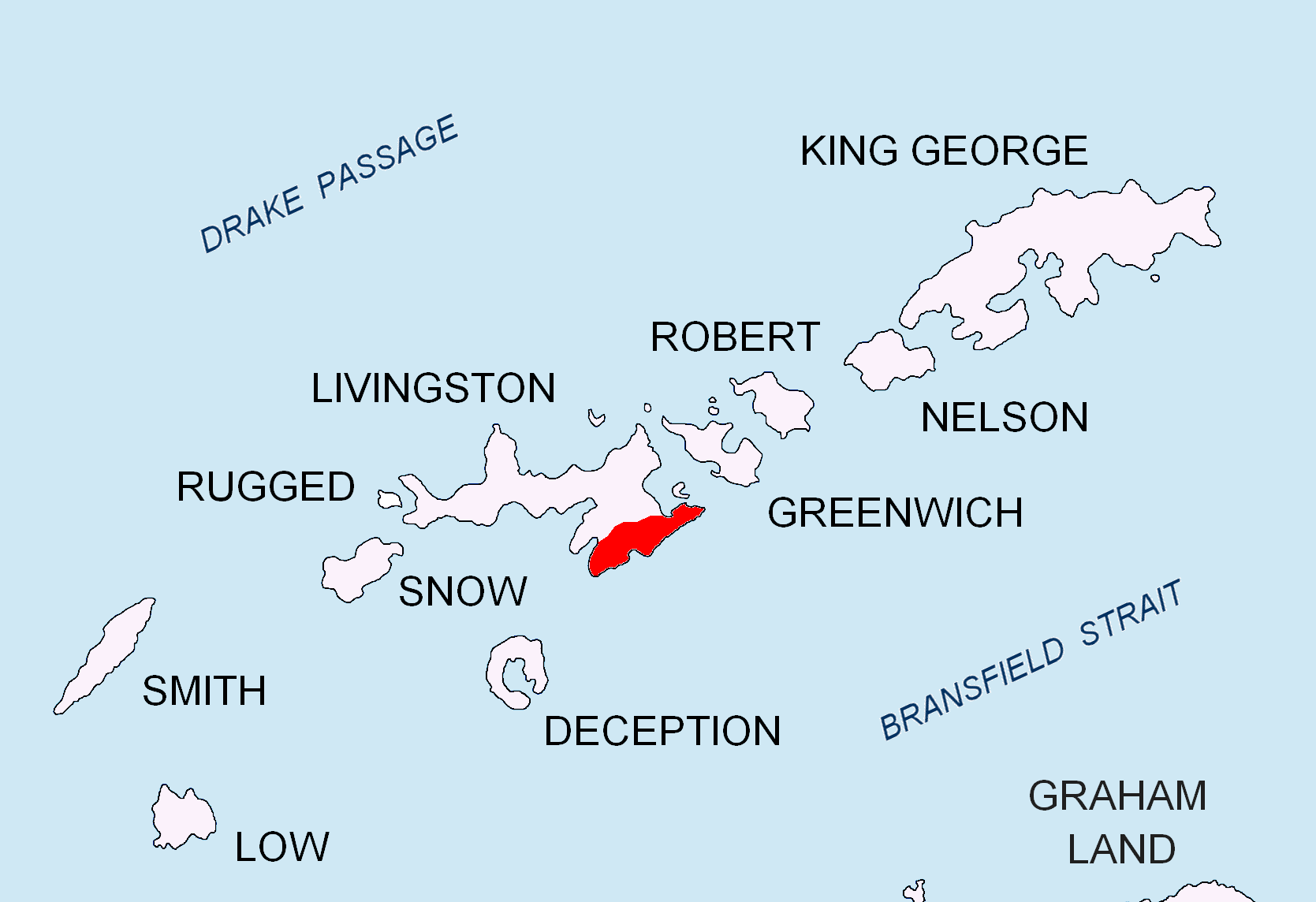

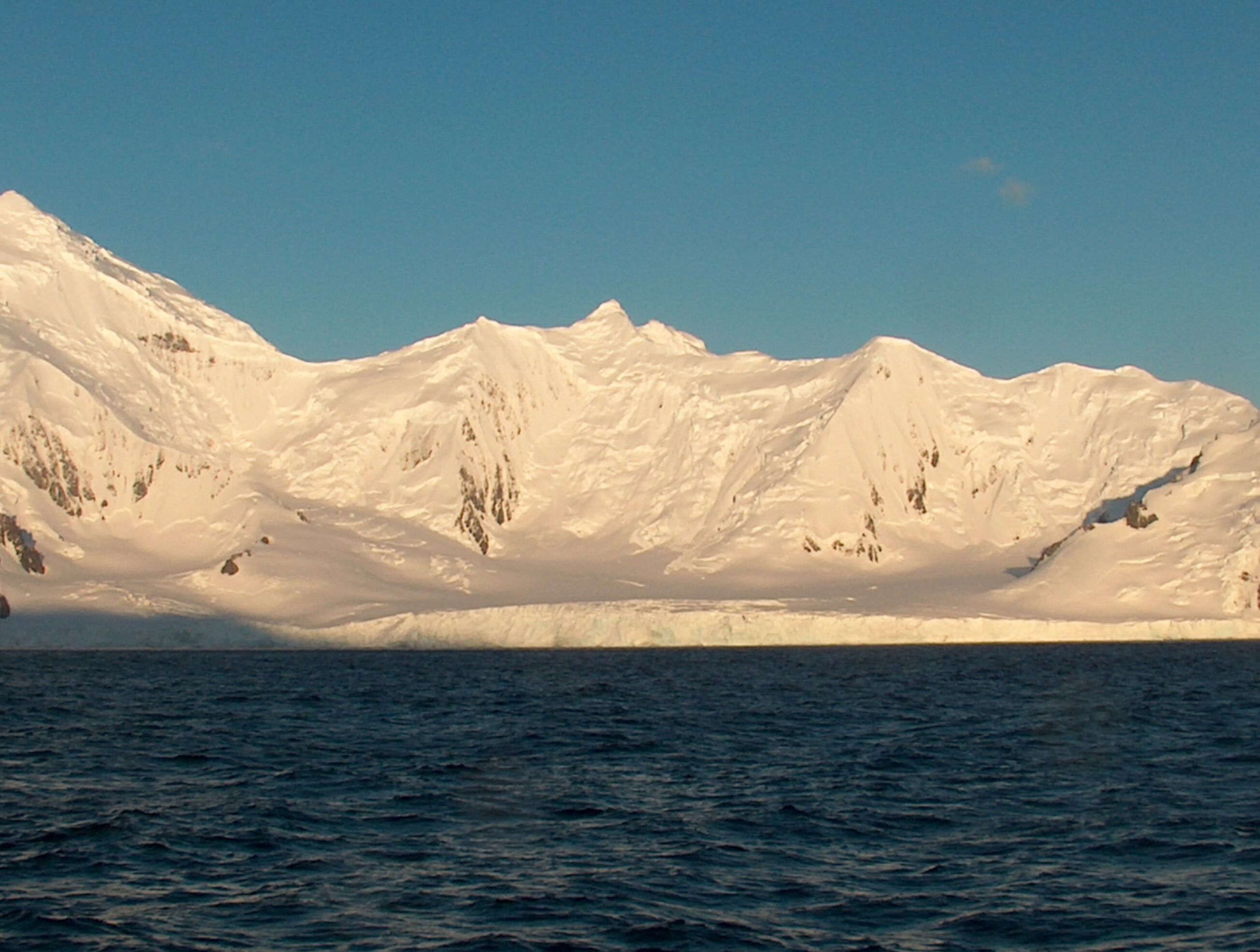

馬古拉冰川是南極洲的冰川，位於南設得蘭群島的利文斯頓島，屬於騰格里山脈的一部分，北面是普洛夫迪夫峰和什什曼峰，最終注入布蘭斯菲爾德海峽。

## 外部連結
- SCAR Composite Antarctic Gazetteer（页面存档备份，存于）